# 霧山城
霧山城（日语：／ Kiriyamajō），又稱多氣城（日语：／ Tagejō），是日本南北朝時代伊勢國一志郡多氣（現三重縣津市美杉町上多氣和下多氣）曾經存在的一座山城。城池是伊勢國司，後來成為戰國大名的北畠氏的根據地，規模可容納16,000人的軍隊。最初，城池是北畠氏用作支援南朝對抗北朝的地方，及後隨著南北朝統一，城主北畠氏亦臣服於足利幕府。進入戰國時代後，霧山城被織田信長的軍隊攻陷，北畠氏在此達240年的統治亦告終。城跡現在以多氣北畠氏城館跡的名義獲指定為日本史跡。

## 概要
城池位處的多氣是連結伊勢與大和之間的初瀨街道中的交通要點，同時通往該處的七條道路均需要越過鞍部，因此城池四周均有天然屏障保護，並且覆蓋城郭以外山麓的城下町等地，形同一座大型要塞，而在城下町居住的約3,500戶中，其中約700人至1,000人是北畠氏家臣。城池的西南邊16里處是南朝的據點吉野，東南邊12里處則是伊勢神宮，因此無論哪一處有突發事件，也可以在一天內到達，而且位置上有利於向南朝運送米和海產等資源，加上比較接近北朝的首都京都，也是城池的優勢之一。
按《三國地誌》和《勢陽五鈴遺響》記載，過去曾經以霧山城或多氣城來稱呼城池。城池作為北畠氏的根據地，達240年未曾遭到攻佔，最終被織田信長攻陷。

## 城郭構造
城池建於多氣盆地以西，高約560米，東南邊約1.1公里處的山麓則是多氣御所（國司之館）。陡峭的山脊中設有兩條護城河，而在長120米乘以闊30米的範圍內建有東北郭和西南郭，總共兩個城郭，其中東北郭三面建有土壘，西南郭位處的地方則高於東北郭，而且四面均由土壘包圍。因此，推測城池以西南郭為中心，而在本丸附近則設有鐘樓。
無論古今，登上霧山城絕非易事，因此北畠氏平時居於多氣御所，有需要時才前往霧山城。霧山城的四周建有支城以及保佑城池的經塚屋敷。
津市美杉町丹生俁的杉峠和松阪市飯高町赤桶的章路越的隘口處設有砦，而松阪市飯南町上仁柿的櫃坂峠和津市美杉町奧津的飼坂峠則設有關隘，另外松阪市嬉野上小川町的白口峠和津市美杉町下之川的櫻峠以及津市美杉町八知的比津峠和漆峠則設有監所，這些隘口建築作為外郭發揮保護城池的作用。

## 城下町構造
總共約有3,500戶居住於城下町。根據現存的紀錄顯示，城池尚存的時候，多氣仍然是偏遠之地。天保10年（1839年），按齋藤正謙所寫的《伊勢國司紀略》記載，國司館（多氣御所）以南1町、以東5町和以北10町均是家臣的屋敷，而有力家臣的藤力屋敷則佔地半町四方（約900坪）。鎮福利院等約20座寺院則散落在東邊和北邊的屋敷外圍，神社數量則相對地較少。
按多本史書記載，居住於霧山城下的家臣為數約700人至1,000人，佔北畠氏全部家臣15,000人中約20分之1至15分之1。多氣御所的左右兩側是御犬馬場、御的場、御米土藏、重臣和家中眾人的屋敷，總共大約200棟建築物，亦設有市場和御用主屋鋪等設施，吸引不少商人和工匠聚集於此。按《多氣分野圖》記載，雖然城下町中武士與庶民未有分開居住，但是按照現存的地名來說，推測庶民多數居於南或東邊。
天正4年（1576年），霧山城陷落後城下町亦自然消滅，後來在江戶時代伊勢參拜的信眾開始以當地為宿場而重生。21世紀初期，該處成為位於深山中的悠閒村落，到處都是舊式建築。

## 歷史

### 前期
北畠氏9代共240年，均以霧山城為根據地。
- 初代：北畠顯能（日语：北畠顕能）
- 第2代：北畠顯泰（日语：北畠顕泰）
- 第3代：北畠滿雅（日语：北畠満雅）
- 第4代：北畠教具（日语：北畠教具）
- 第5代：北畠政鄉（日语：北畠政郷）
- 第6代：北畠材親
- 第7代：北畠晴具
- 第8代：北畠具教
- 第9代：北畠具房

南北朝時代初期，北畠氏的根據地是位於南勢依平地而建的田丸城，後來遭到攻佔。興國3年（康永元年，1342年）或興國4年（康永2年，1343年），北畠顯能為了建造能夠長期作戰的城池，計劃於一志郡多氣築城。當時17歳的顯能認為多氣位於交通要點，便選擇了此地。在南北朝時期的數十次大小戰事中，北畠軍從未在霧山城出征過。其後，北畠氏將出陣的據點移至阿坂城。

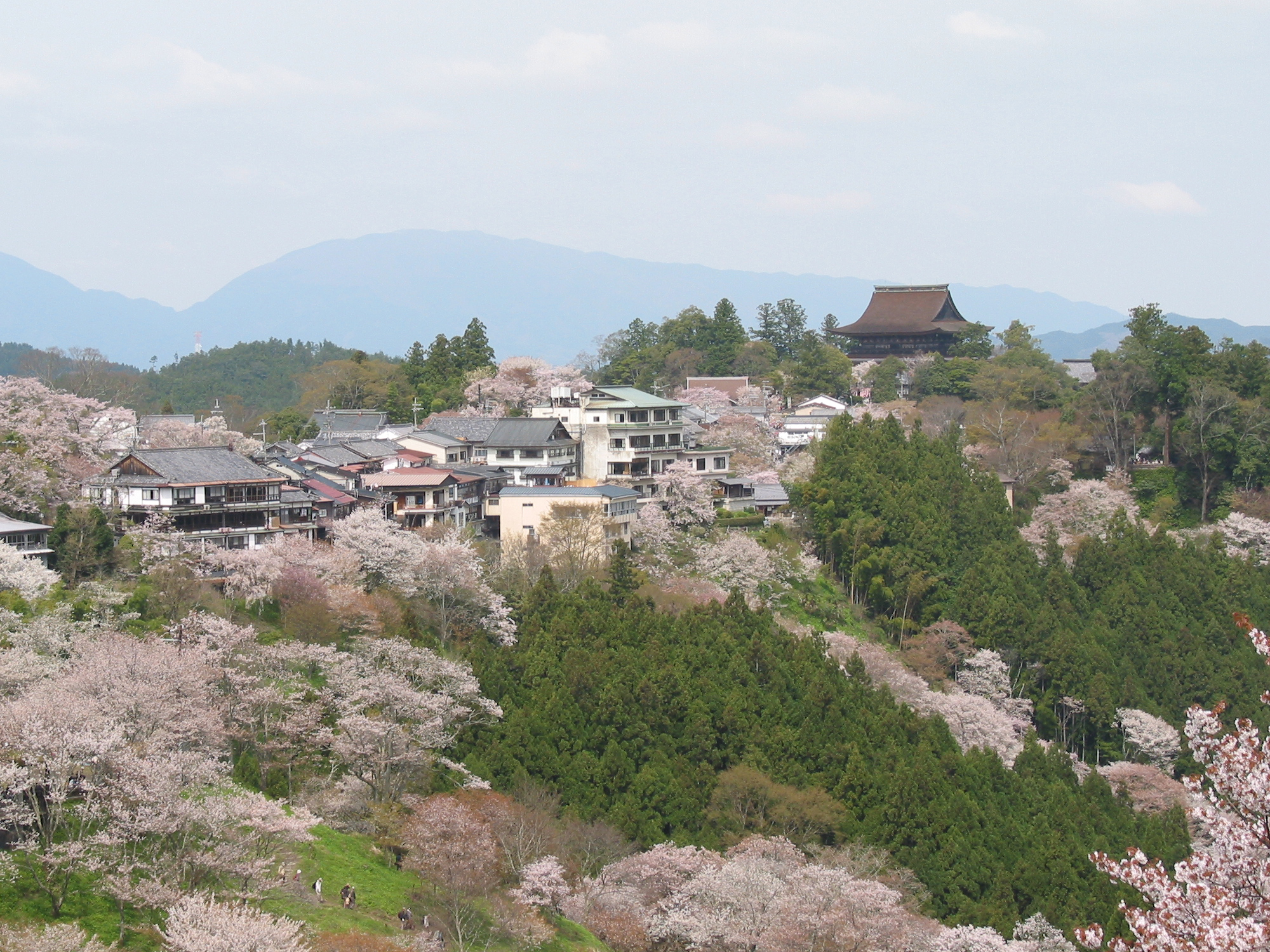
吉野

正平年間（1346至1355年），南朝勢力的軍隊只殘餘北畠氏和楠木氏。正平3年或貞和4年1月5日（1348年2月4日），楠木正行在四條畷之戰中戰死，北朝的高師直長驅直進攻入吉野，並且在皇居放火。顯能接報後率領500名騎兵趕至，最終足利氏撤退。弘和3年或永德3年7月28日（1383年8月27日），58歲的顯能死於多氣山莊。
元中9年閏10月5日或明德3年閏10月5日（1392年11月19日），隨著明德和約成立，南北朝統一。然而，稱光天皇即位後違犯明德和約中訂明的兩統迭立，促使北畠滿雅在應永22年（1415年）春天於阿坂城舉兵。這時有關霧山城的紀錄只有正長元年7月（1428年8月），小倉宮聖承從京都嵯峨逃亡，及後在同年7月16日（同年8月26日）被室町幕府發現身處於多氣附近後，在7月19日（8月29日）或至少在7月10日（8月20日）再逃亡至比多氣還要偏遠的興津（現津市美杉町奧津）。小倉宮在正長2年3月（1429年4月）為止均藏身於霧山城，其後失踪。

### 後期
北畠氏直至滿雅一代為止仍然與北朝和室町幕府為敵，後來北畠教具殺死策劃嘉吉之亂的赤松教康，從而向幕府表示效忠，其後在文明16年4月（1484年4月），第9任將軍足利義尚前往參拜伊勢神宮的途中，曾經在霧山城停留。明應8年（1499年），霧山城焚毀，後來在永正3年（1506年）重建。大永2年7月和10月（1522年7月和10月），連歌師宗碩和宗長先後到訪霧山城。
入夜後來到多藝（即多氣，日文同音）。從那人處收到管領的御文。翌日前往北畠少將家進行會面。然後趕快前往相可。
。
 — 宗碩《橫越佐野》
永祿（1558年 - 1570年）後期，織田信長進攻北勢，北畠氏便將根據地移師至另一要地大河內城。
|  | 按《甲陽軍鑑》記載： 國司的居城位於伊勢多氣，為了避免敵軍深入，移師至大河內城。  |

霧山城則由城代北畠政成防守。永祿12年5月（1569年5月），木造城主木造具政背叛北畠本家，並且在同年8月讓信長進入木造城。其後，北畠和織田的戰鬥從阿坂城及其支城高城，延伸至船江城，並且在8月28日（1569年10月8日）蔓燃至大河內城，大河內城之戰爆發，在歷時約50日的攻城戰後，最終織田氏讓信長之子織田信雄成為北畠具房的養子等條件而和解。
天正3年（1575年），信長讓具房隱居，並且讓繼承的信雄從大河內城移師至田丸城。翌年，信雄奉命進攻多氣郡的三瀨御所，並且殺害北畠具教等北畠一族共13人，將北畠氏消滅。其後，羽柴秀吉、神戶信孝和關盛信等人率兵攻打霧山城，城代政成未能抵擋織田軍的攻勢，最終燒毀城館並且自盡，是為三瀨之變。

### 近況
1936年，城跡以「霧山城跡」之名獲指定為日本史跡，而位於山麓的北畠神社內的庭園亦以「北畠氏館跡庭園」之名獲指定為日本名勝及史跡。市町村合併前，美杉村教育委員会曾經在1996年至2005年於北畠氏館跡（多氣御所）進行考古工作。2005年5月19日，文化審議會向文部科學大臣提出整合「霧山城跡」、「北畠氏館跡庭園」及指定地域，更名為「多氣北畠氏城館跡」。整合後，史跡總面積達268,906.91平方米，其中城跡佔地為15,000平方米。津市教育委員會在津市埋藏文化中心設立多氣北畠氏遺跡調査分室，並且在平成18年（2006年）再次進行考古工作。
城跡的日常管理，由獲得津市授權的霧山城跡保存會負責。城跡剩下護城河和土壘，良好地保存中世時山城的景觀。從城跡以西可以隔著雲出川遠眺伊賀和奈良縣的山群，東面則以看到多氣的村落和局岳，盡頭處則是伊勢平野。另外，本丸東南200米處稱為鐘撞堂，該處殘留護城河的台狀地，台狀地的外形則呈不規則狀，西南邊可以看見規模細小的土壘。
沿北畠神社背面的山脊可以抵達位於山頂的霧山城，距離約兩公里。距離城跡最接近的車站是JR東海名松線伊勢奧津站，徒步約一小時才可到達。北畠神社內是多氣御所的遺跡，在北畠氏滅亡後改建為真善院，其後在明治時代成為多氣小學校。具備昔日風味的池泉式回遊庭園（北畠氏館跡庭園）仍然保存下來。
另外，在八手俁川對岸的美杉町下多氣小字六田，稱為東御所（東御所金吾城）的居館跡，館跡範圍內建有土壘和護城河。經過考古調查發現，館跡分為15世紀初期和16世紀前後兩種建築，其中在前者發現的石牆等，在日本歷史上屬於較為古舊的。

## 外部連結
- 「文化」多気北畠氏遺跡の概要 （页面存档备份，存于） - 津市官方網站
- 霧山城跡 （页面存档备份，存于） - 津市觀光協會